# Тримбл, Аллен
Аллен Тримбл (англ. Allen Trimble; 1 ноября 1803, Огаста, Виргиния — 15 марта 1853, Хиллсборо, Огайо) — американский политик, 8-й и 10-й губернатор Огайо.

## Биография
Аллен Тримбл родился 1 ноября 1803 года в семье Джеймса и Джейн Аллен Тримбл. Его предки восходят к ольстерским шотландцам. В октябре 1784 года его отец перевёз свою семью в округ Файетт, штат Кентукки. В октябре 1804 года Джеймс Тримбл умер, оставив Аллена главой семьи.
В 1808 году Аллен Тримбл был клерком Common Pleas Court , а также регистратором актов.
В 1812 году Тримбл принял участие в англо-американской войне, затем он был избран в Палату представителей штата, где служил в 1816—1817 годах, и в Сенат штата (1818—1826). В 1822 году Тримбл стал губернатором штата Огайо, заняв место Этана Брауна, который стал сенатором США.
В 1822 году Тримбл пытался переизбраться на должность губернатора, однако потерпел поразку. Четыре года спустя он победил на выборах, а затем переизбрался повторно. Тримбл не стал добиваться переизбрания в 1830 году и занялся сельским хозяйством. В 1860 году он был делегатом съезда Партии конституционного союза в Балтиморе.

### Смерть
Тримбл умер на семейной ферме в Огайо, и был похоронен на кладбище в Хиллсборо.